# Myrmeleon (Myrmeleon) variegatus
Myrmeleon (Myrmeleon) variegatus is een insect uit de familie van de mierenleeuwen (Myrmeleontidae), die tot de orde netvleugeligen (Neuroptera) behoort. 
Myrmeleon (Myrmeleon) variegatus is voor het eerst wetenschappelijk beschreven door Palisot de Beauvois in 1805.